# Maison Navicula
La « Maison Navicula » (Het Schepelken en ancien néerlandais) est une maison de style traditionnel située sur la Grand-Place de Termonde, dans la province de Flandre-Orientale en Belgique.

## Localisation
La Maison Navicula se situe à l'ouest de la Grand-Place de Termonde (Grote Markt), et plus précisément aux no 21-22.
Elle se dresse face à la Halle aux viandes de Termonde et à l'hôtel de ville de Termonde, près d'autres maisons anciennes comme la Maison du Pélican (De Pelikaan, de style baroque, au no 30), la Maison de la Tête d'Or (Het Gulden Hoofd, de style baroque, au no 20) et la Maison du Cygne (De Zwane, de style néo-baroque, au no 24).

## Historique
L'histoire de l'édifice remonte au XIVe siècle. 
La maison est déjà connue en 1375 sous le nom de Navicula (petit navire en latin) ou Het Schepelken (ancien néerlandais pour Het Schipken, petit navire),,.
Ce nom semble conservé jusqu'au XVIIIe siècle, pour être ensuite remplacé par De Herder (le berger),,.
Le bâtiment subit d'importantes transformations au XIXe siècle pour accueillir au rez-de-chaussée la boutique du cordonnier Van Buggenhout. La maison avait probablement jusqu'alors un pignon à volutes ou un pignon à gradins, qui a été remplacé au cours du XIXe siècle par le deuxième étage.
En 1978, le bâtiment est racheté et rénové par la société Caves de France pour abriter ses bureaux : les bureaux y sont restés pendant quinze ans, mais la maison ne sert plus aujourd'hui que d'habitation privée.

## Classement
La « Maison Navicula » fait l'objet d'un classement au titre des monuments historiques depuis le 5 janvier 2004 et figure à l'inventaire du patrimoine immobilier de la Région flamande sous la référence 48995.

## Architecture
La « Maison Navicula » possède une façade de trois travées et trois niveaux édifiée en briques rouges et striée de bandeaux de grès.
Curieusement, l'accès à la maison se fait par une porte en pierre bleue qui appartient formellement à la Maison de la Tête d'Or au no 20, une auberge dont l'existence remonte au XIVe siècle.
Le rez-de-chaussée, lourdement restauré, est paré de pierre blanche et de briques modernes et percé de trois grandes fenêtres à croisée de bois.
Le premier étage, totalement semblable dans sa structure, est nettement plus ancien. Ses fenêtres à croisée de bois présentent des piédroits à harpes de grès et sont surmontées d'une alternance de briques rouges et de bandeaux de grès, qui constituent en fait les allèges du deuxième étage. 
Ces allèges, renforcées par des ancres de façade, portent un cartouche en pierre blanche qui représente des bergers gardant un troupeau de moutons et est frappé du millésime « 1633 ». Ce catouche renvoie au nom que la maison portait au XIXe siècle : De Herder (le berger).
Le deuxième étage, d'apect plus récent que le premier, est percé de trois grandes fenêtres à croisée de bois aux arcs légèrement surbaissés sous une corniche à modillons de bois peints en blanc.

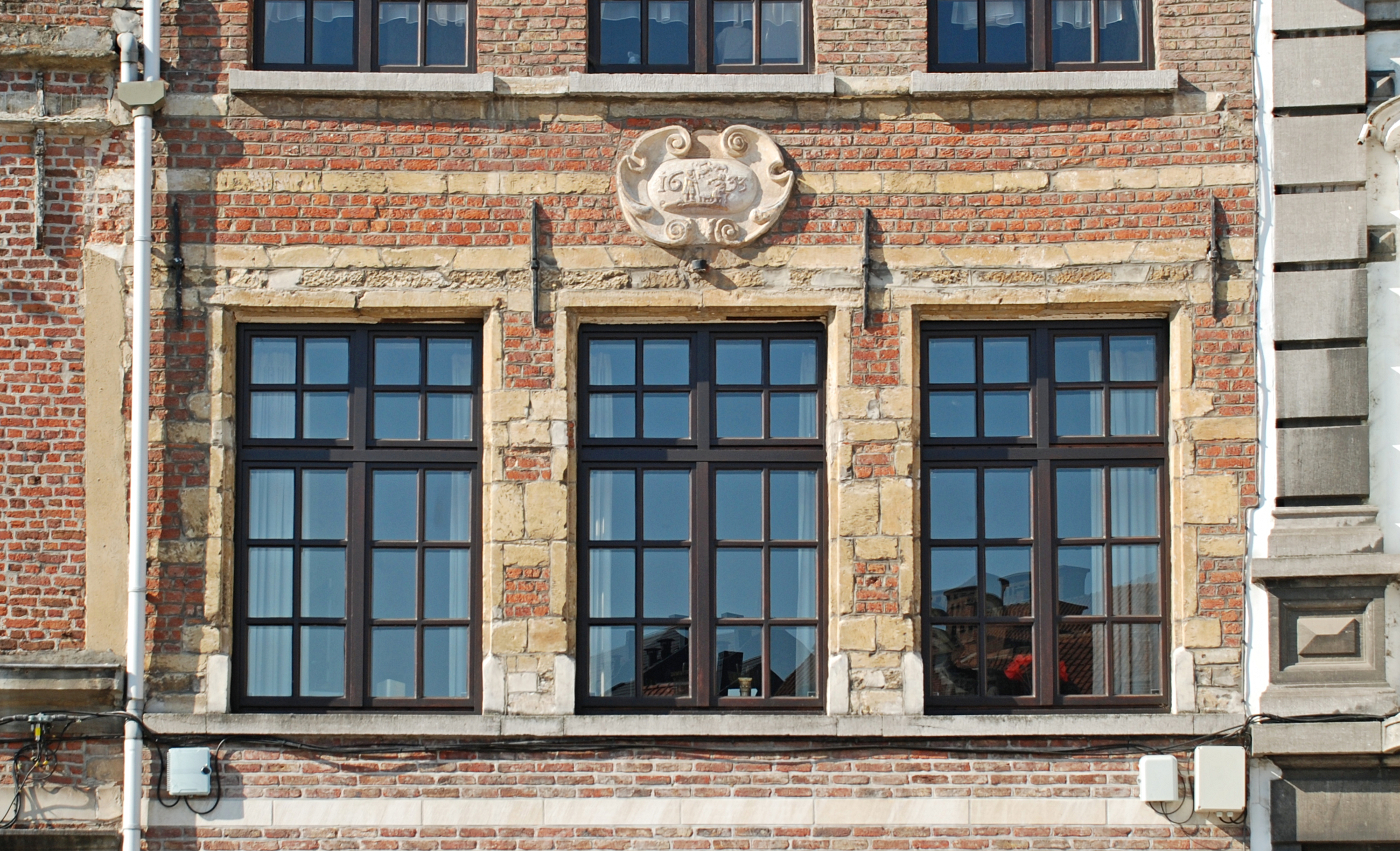
Le premier étage.
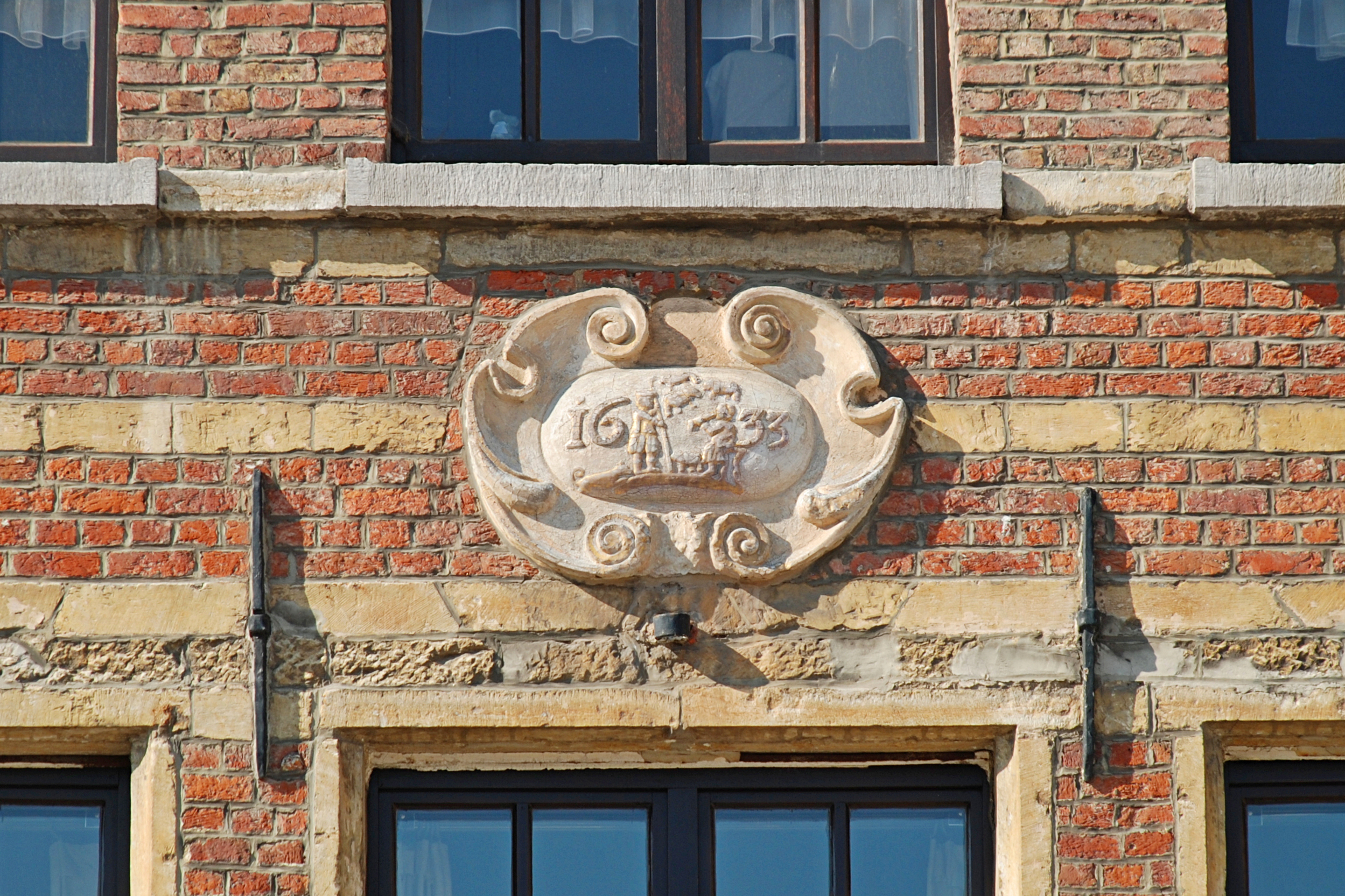
Le cartouche.